# Lomanella alata
Lomanella alata is een hooiwagen uit de familie Triaenonychidae.